# Juan Sinforiano Bogarín
Juan Sinforiano Bogarín (Mbuyapey, Paraguay, 1863. augusztus 21. – 1949. február 25.) Paraguay első érseke.

## Élete
Bogarín Mbuyapey-ben született, egy kisvárosban, a Paraguarí megyében. Édesapja Juan José Bogarin, édesanyja pedig  Mónica de la Cruz González volt. Gyermekkorát Arecayában, Limpióban töltötte. Tizenhat évesen belépett a Seminario Conciliar de Asunciónba.
1894. szeptember 21-én XIII. Leó pápa Paraguay püspökévé nevezte ki.

## Fordítás
- Ez a szócikk részben vagy egészben  a   Juan Sinforiano Bogarín című angol Wikipédia-szócikk fordításán alapul.  Az eredeti cikk szerkesztőit annak laptörténete sorolja fel. Ez a jelzés csupán a megfogalmazás eredetét és a szerzői jogokat jelzi, nem szolgál a cikkben szereplő információk forrásmegjelöléseként.